# Alfred Zirnstein
Alfred Zirnstein (* 28. Juli 1899 in Sebnitz; † nicht bekannt) war ein deutscher Politiker und Funktionär der DDR-Blockpartei DBD. Er war Vorsitzender des Bezirksvorstandes Dresden der DBD und Abgeordneter der Volkskammer der DDR.

## Leben
Zirnstein, Sohn eines Webers und Kleinbauern, besuchte die Volksschule in Ottendorf und war als Landarbeiter tätig. Er leistete Kriegsdienst im Ersten Weltkrieg und geriet in Gefangenschaft. Von 1920 bis 1944 war er als Textilarbeiter tätig. 1920 trat Zirnstein der SPD, dem Textilarbeiterverband und dem Arbeiter-Radfahrbund „Solidarität“ bei. Von 1930 bis 1933 war er Gemeindevertreter in Ottendorf.
Nach der „Machtergreifung“ der Nationalsozialisten 1933 war Zirnstein mehrere Monate im KZ Hohnstein inhaftiert. 1944 war er als Kleinbauer in Ottendorf tätig, bevor er 1944/45 erneut zum Kriegsdienst eingezogen wurde.
Nach Kriegsende 1945 war er bis 1948 als werktätiger Einzelbauer tätig. 1946 trat er der Vereinigung der gegenseitigen Bauernhilfe (VdgB) und 1949 der Demokratischen Bauernpartei Deutschlands (DBD) bei. 1951 wurde er Mitglied der Gesellschaft für Deutsch-Sowjetische Freundschaft. Zwischen 1951 und 1953 gehörte er als Mitglied dem Kreistages Sebnitz an, von 1952 bis 1954 war der Abgeordneter des Bezirkstages Dresden. Ab 1953 zunächst stellvertretender Vorsitzender des Bezirksvorstandes Dresden der DBD, war Zirnstein von 1953 bis 1957 Vorsitzender des Bezirksverbandes Dresden der DBD und von 1953 bis 1963 Mitglied des Parteivorstandes der DBD. Zwischen 1953 und 1957 war er auch Mitglied des Bezirksvorstandes Dresden der Gesellschaft für Deutsch-Sowjetische Freundschaft. Von 1954 bis 1957 wirkte er zudem als Zweiter Vorsitzender des Bezirksverbandes Dresden der VdgB und war Mitglied des Bezirksausschusses Dresden der Nationalen Front des demokratischen Deutschland. 1958 war er Mitbegründer der LPG „Am Großstein“ in Ottendorf und wurde deren Vorsitzender. Ab 1958 war er Mitglied des Kreisvorstandes Sebnitz der Gesellschaft für Deutsch-Sowjetische Freundschaft.
Von 1954 bis 1963 war Zirnstein auch Abgeordneter der Volkskammer und dort Mitglied des Geschäftsordnungsausschusses.

## Auszeichnungen in der DDR
- „Meisterbauer“ (1956)
- Ehrennadel der Nationalen Front des demokratischen Deutschland
- Ehrennadel der VdgB
- Ernst-Moritz-Arndt-Medaille (1957)